# Бехер, Зигфрид
Зигфрид Бехер (нем. Siegfried Becher; 1806—1873) — австрийский статистик, политэконом и педагог.

## Биография
Зигфрид Бехер родился 28 февраля 1806 года в богемском городе Плана в еврейской семье. Изучал политическую экономию в Праге и Вене и, приняв католичество по окончании философского факультета, поступил в 1831 году на государственную службу. 
Первая же работа Бехера «Üeber die Erziehung des höheren Adels» обратила на него внимание учёного мира; вскоре он выпустил ряд руководств по истории, географии, статистике и политической экономии. 
Получив в 1835 году кафедру истории и географии в Венском политехникуме (ныне — Венский технический университет), Бехер читал лекции до 1848 года, когда открыто примкнул к революции в Австрийской империи. Не без его влияния была в разгар революции выпущена сильно нашумевшая книга «Oesterreich und dessen Zukunft»; либеральное министерство Добльгофа назначило З. Бехера генеральным секретарем министерства торговли, причём до получения портфеля торговли Бруком (ноябрь 1848 года) Бехер фактически исполнял обязанности министра и в этом качестве совершил деловые поездки в Бельгию и Германию. 
С торжеством реакции Зигфрид Бехер по доносу противников, обвинивших его в неблагонадежности, должен был покинуть государственную службу (в мае 1852 года), после чего всецело отдался научной и литературной деятельности. Многочисленные работы Бехера богаты содержанием, но написаны тяжёлым языком и порой страдают отсутствием систематичности. Наиболее известны следующие его работы: «Das österreichische Münzwesen von 1524—1838 in histor., statist. und legislativ. Hinsicht» (2 тома, Вена, 1838); «Die Volkswirtschaft» (1853); «Organisation des Gewerbewesens» (1851); «Die deutschen Zoll- und Handelsverhältnisse» (Лейпциг, 1850).
Скончался 4 марта 1873 года в городе Вене.